# 첼로 협주곡 1번 (하이든)

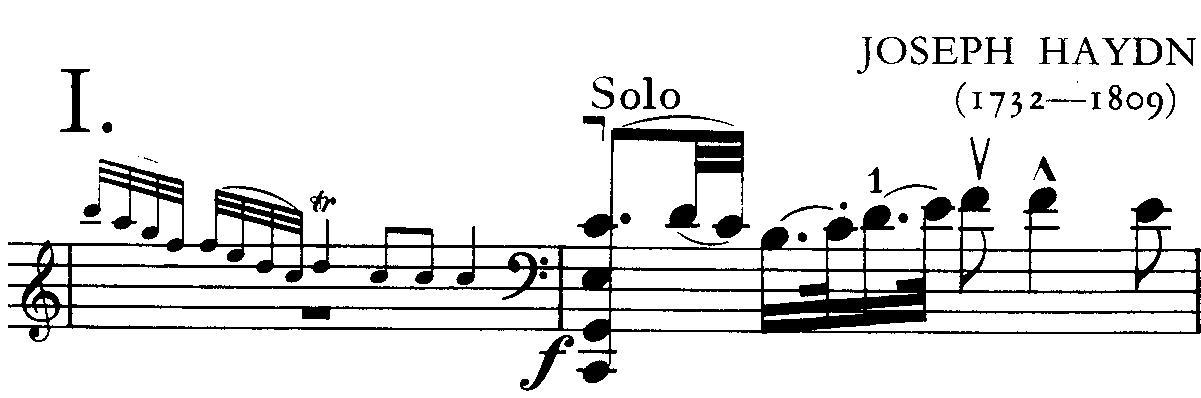
독주 첼로 도입부

《첼로 협주곡 1번 C 장조》(Hob. VII B1)는 요제프 하이든이 1763년에서 1765년경에 작곡한 첼로 협주곡이다. 그의 오랜 친구이자 에스테르하지 오케스트라의 선임 첼로 연주자였던 요제프 바이글을 위해 작곡되었다고 한다. 1961년 프라하의 국립 박물관에서 이 작품의 필사본이 발견되기 전 까지의 약 200년 동안은 분실된 것으로만 알려졌었다. 작품의 정통성과 진위 여부에 대한 논란이 일각에서 제기되곤 하지만, 대부분의 전문가들은 하이든이 작곡했다는 사실에 동의한다.
쟈클린느 뒤 프레, 요요 마, 장한나,  므스티슬라브 로스트로포비치, 바낭거, 슈타커, 아르게리시 등이 연주한 녹음이 널리 알려져 있다.
다음과 같은 세 악장으로 구성되어 있다.
1. 모데라토 - 카덴차 (Moderato - Cadenza)
2. 아다지오 - 카덴차 (Adagio - Cadenza)
3. 알레그로 몰토 (Allegro molto)